# Uwikłani (film 2007)
Uwikłani (ang. Savage Grace) – francusko-amerykańsko-hiszpański dramat kryminalny z 2007 roku w reżyserii Toma Kalina. Scenariusz do filmu powstał na podstawie książki Stevena M. L. Aronsona i Natalie Robins. Zdjęcia kręcono w Londynie, Barcelonie i Sitges.

## Obsada
- Julianne Moore – Barbara Daly Baekeland
- Stephen Dillane – Brooks Baekeland
- Eddie Redmayne – Tony Baekeland
- Elena Anaya – Blanca
- Barney Clark – Tony – dziecko
- Hugh Dancy – Sam Green
- Peter Vives Newey – Mishka
- Anne Reid – Nini Daly